# Michaela Fekete
Michaela Raková, coniugata Fekete (Bratislava, 28 luglio 1994), è una cestista slovacca.

## Carriera
Con la Slovacchia ha disputato i Campionati europei del 2021.